# Campeonato da Bulgária de Ciclismo Contrarrelógio
O Campeonatos da Bulgária de Ciclismo Contrarrelógio organizam-se anualmente para determinar o campeão ciclista de Bulgária de cada ano, na modalidade.
O título outorga-se ao vencedor de uma única corrida, na modalidade de Contrarrelógio individual. O vencedor obtém o direito a portar um maillot com as cores da bandeira da Bulgária até campeonato do ano seguinte, somente quando disputa provas contrarrelógio.

## Palmarés
| Ano  | Ganhador              | Segundo               | Terceiro              |
| ---- | --------------------- | --------------------- | --------------------- |
| 2000 | Dimitar Gospodinov    | Ivan Markov           | Svetoslav Tchanliev   |
| 2001 | Ivaïlo Gabrovski      | Gueorgui Koev         | Gueorgi Gueorguiev    |
| 2002 | Não se disputou       | Não se disputou       | Não se disputou       |
| 2003 | Ivaïlo Gabrovski      | Krassimir Dimitov     | Svetoslav Tchanliev   |
| 2004 | Ivaïlo Gabrovski      | Atanas Kostov         | Evgeni Gerganov       |
| 2005 | Ivaïlo Gabrovski      | Atanas Kostov         | Pavel Shumanov        |
| 2006 | Ivaïlo Gabrovski      | Pavel Shumanov        | Vladimir Koev         |
| 2007 | Ivaïlo Gabrovski      | Evgeni Gerganov       | Pavel Shumanov        |
| 2008 | Ivaïlo Gabrovski      | Bogdan Stoytchev      | Evgeni Gerganov       |
| 2009 | Pavel Shumanov        | Hristomir Angelov     | Ivaïlo Gabrovski      |
| 2010 | Vladimir Koev         | Pavel Shumanov        | Yoycho Yovchev        |
| 2011 | Nikolay Mihaylov      | Vladimir Koev         | Stanislav Zaraliev    |
| 2012 | Nikolay Mihaylov      | Spas Gyurov           | Evgeni Gerganov       |
| 2013 | Spas Gyurov           | Evgeni Gerganov       | Nikolay Mihaylov      |
| 2014 | Stefan Hristov        | Borislav Ivanov       | Stanimir Cholakov     |
| 2015 | Nikolay Mihaylov      | Radoslav Konstantinov | Borislav Ivanov       |
| 2016 | Aleksandar Aleksiev   | Nikolay Mihaylov      | Radoslav Konstantinov |
| 2017 | Radoslav Konstantinov | Aleksandar Aleksiev   | Bogdan Stoychev       |
| 2018 | Radoslav Konstantinov | Bogdan Stoychev       | Stefan Hristov        |
| 2019 | Não se disputou       | Não se disputou       | Não se disputou       |
| 2020 | Spas Gyurov           | Martin Popov          | Teodor Rusev          |
| 2021 | Petar Dimitrov        | Spas Gyurov           | Nikolay Genov         |
| 2022 | Nikolay Genov         | Tsvetan Ivanov        | Martin Papanov        |

### Contrarrelógio Esperanças
| Ano  | Ganhador          | Segundo       | Terceiro     |
| ---- | ----------------- | ------------- | ------------ |
| 2015 | Velizar Furlanski | Momchil Robov | Mario Suchev |